# トリニティ・パルメットポイント教区
トリニティ・パルメットポイント教区（英語: Trinity Palmetto Point Parish）は、セントクリストファー・ネイビスのセントクリストファー島にある行政教区のひとつ。面積は15.4平方キロメートル、人口は1,701人（2011年国勢調査）。
首都バセテールのあるセントジョージ・バセテール教区と隣接しているが、人口は14教区の中では最も少ない。原因は農業に不向きな地形であることが挙げられるが、近年はこれを逆手にとって首都にほど近い閑静な高級住宅地として売り出されている。また教区西部のチャレンジャーズ近辺のブラッディ岬では、1626年に2千人のカリブ族（先住民族）がヨーロッパ人入植者によって虐殺される事件が起きたことで知られる（1626年カリブ族虐殺）。

## 主要都市
行政中心地は存在しない。最大の都市はボイド。
- ボイド（Boyds）
- キャンプ（Camps）
- チャレンジャーズ（英語版）（Challengers）
- Conphipps
- ハミングバード（Hummingbird）
- マッティングリー（Mattingley）
- ストーン・フォート（Stone Fort）
- トリニティ（英語版）（Trinity）
- ウエスト・ファーム（West Farm）